# Olios velox
Olios velox là một loài nhện trong họ Sparassidae.
Loài này thuộc chi Olios. Olios velox được Eugène Simon miêu tả năm 1880.